# قائمة أنهار إفريقيا
هذه قائمة الأنهار في إفريقيا. انظر أدناه لكل مقال في النهر لمعرفة روافده ومناطق الصرف وما إلى ذلك.

## جنوب إفريقيا
- نهر كوانزا - أنغولا
- Great Fish River - جنوب إفريقيا
- Great Kei River - جنوب إفريقيا

- Black Kei River - جنوب إفريقيا
- White Kei River - جنوب إفريقيا

- Groot River(s) - جنوب إفريقيا
  - Groot River (Western Cape)
  - Groot River (Southern Cape)
  - Groot River (Eastern Cape)
  - another name for the نهر أورانج - جنوب إفريقيا، ليسوتو، ناميبيا
- Gamtoos River - South Africa
- Ihosy River - مدغشقر
- Jukskei River - جنوب إفريقيا
- Kafue River - زامبيا
- Kowie River - جنوب إفريقيا
- Kuiseb - ناميبيا
- نهر كونين - أنغولا (as نهر كونين)، ناميبيا
- نهر كواندو - ناميبيا، also known as Linyanti and Chobe in places
- نهر ليمبوبو - موزمبيق، جنوب إفريقيا، زيمبابوي، بوتسوانا
- Luangwa River - زامبيا
- Mania River - مدغشقر
- نهر مابوتو - جنوب إفريقيا، إسواتيني، موزمبيق
- Molopo - بوتسوانا، جنوب إفريقيا
- Mooi River (Tugela) - جنوب إفريقيا
- Mthatha River - جنوب إفريقيا
- نهر أوكافانغو - بوتسوانا، ناميبيا، أنغولا (as "Cubango")
- Onilahy River - مدغشقر
- نهر أورانج - جنوب إفريقيا، ليسوتو، ناميبيا

- نهر كاليدون - جنوب إفريقيا، ليسوتو
- نهر فال - جنوب إفريقيا
- نهر فيش - ناميبيا

- Shangani River - زيمبابوي
- Swakop River - ناميبيا
- Tugela - جنوب إفريقيا
- Umfolozi River - جنوب إفريقيا

- Black Umfolozi River - جنوب إفريقيا
- White Umfolozi River - جنوب إفريقيا

- Umgeni River - جنوب إفريقيا
- Umkomazi River - جنوب إفريقيا
- نهر زمبيزي - أنغولا، زامبيا، ناميبيا، زيمبابوي، موزمبيق
- Gairezi - زيمبابوي، موزمبيق

## وسط إفريقيا
- نهر شاري - جمهورية إفريقيا الوسطى، تشاد، الكاميرون
  - نهر لوغون - جمهورية إفريقيا الوسطى، الكاميرون
- نهر كاجيرا - بوروندي، رواندا، تنزانيا، أوغندا
- نهر الكونغو - أنغولا، جمهورية الكونغو الديمقراطية، جمهورية الكونغو
  - نهر إيبولا - جمهورية الكونغو الديمقراطية
  - نهر كاساي - أنغولا، جمهورية الكونغو الديمقراطية، جمهورية الكونغو
    - Kwango - أنغولا، جمهورية الكونغو الديمقراطية
    - نهر سانكورو - جمهورية الكونغو الديمقراطية

  - Lualaba - جمهورية الكونغو الديمقراطية
  - نهر لومامي - جمهورية الكونغو الديمقراطية
  - أوبانغي - جمهورية الكونغو الديمقراطية، جمهورية الكونغو، جمهورية إفريقيا الوسطى
  - Lulonga - جمهورية الكونغو الديمقراطية
    - Lopori - جمهورية الكونغو الديمقراطية
    - Maringa - جمهورية الكونغو الديمقراطية

  - Tshuapa - جمهورية الكونغو الديمقراطية
- Uele - جمهورية الكونغو الديمقراطية
- Nyabarongo River - رواندا
- Rurubu River - بوروندي
- نهر روزيزي - جمهورية الكونغو الديمقراطية، رواندا، بوروندي
- Mbomou - جمهورية إفريقيا الوسطى
- ووري - الكاميرون
- Xufexufe River - ساو تومي وبرينسيب

## شرق إفريقيا
- Tana - كينيا
- نهر آثي غالانا ساباكي - كينيا
- Mara - كينيا وتنزانيا
- Ewaso - كينيا
- Sondu - كينيا
- نهر روفوما - تنزانيا
- Rufiji - تنزانيا
- Ruvu - تنزانيا
- نهر شبيلى - الصومال وإثيوبيا
- نهر جوبا - الصومال وإثيوبيا
- نهر النيل - أوغندا، إثيوبيا، جنوب السودان، السودان ومصر
- Sezibwa - أوغندا

## غرب إفريقيا
- نهر آبا - نيجيريا
- Bandama River
- نهر بنوي - نيجيريا
- Cavalla River - ليبيريا
- نهر غامبيا - غامبيا، السنغال، غينيا
- نهر كولينتيه - غينيا، سيراليون
- نهر كابا - غينيا، سيراليون
- Moa - غينيا، سيراليون
- نهر النيجر - نيجيريا، بنين، النيجر، مالي، غينيا
- Oba - نيجيريا
- Ose - نيجيريا
- Osun - نيجيريا
- Oteghelli - نيجيريا
- نهر أويميه - بنين
- Rokel - سيراليون
- نهر سانت بول - ليبيريا
- نهر ساناغا - الكاميرون
- Sankarani - مالي
- نهر السنغال - السنغال، موريتانيا، مالي
- Sewa River
- نهر فولتا - غانا، بوركينا فاسو
- نهر كروس - نيجيريا
- Nuon River - ليبيريا، ساحل العاج
- Cestos River - ليبيريا

## شمال إفريقيا
- نهر النيل - مصر، السودان، إثيوبيا. 6،650 كم
  - نهر عطبرة - السودان، إثيوبيا
  - النيل الأزرق - السودان، إثيوبيا
  - Didessa River - إثيوبيا
  - بحر الزراف - جنوب السودان
  - النيل الأبيض - السودان، جنوب السودان، رواندا، تنزانيا، أوغندا
  - النيل الأبيض - السودان، جنوب السودان
- أبو رقراق - المغرب. 240 كم
- وادي درعة - المغرب. 1100 كم
- وادي ملوية - المغرب. 520 كم
- أم الربيع (نهر) - المغرب. 555 كم
- سبو - المغرب. 496 كم
- وادي الشلف - الجزائر. 725 كم